# 愛知淑徳中学校・高等学校
愛知淑徳中学校・高等学校（あいちしゅくとくちゅうがっこう・こうとうがっこう）は、愛知県名古屋市千種区桜が丘に所在し、中高一貫教育を提供する私立女子中学校・高等学校。　
高等学校において、生徒を募集しない完全中高一貫校。

## 概要
1905年（明治38年）、愛知県下に女子が学べる学校が少なかった事と、当時の良妻賢母教育が主流だった女子教育に対し、英語を必須科目としたり、理科を重視したりするなどした先進的な女子教育を目指し、小林清作を創立者として愛知淑徳女学校を開校したのが始まりである。
1920年（大正9年）に愛知県下の私立女子校として初めて洋服の制服を制定した。
戦前はオリンピック選手を輩出するなどして、「スポーツの淑徳」として名を馳せていたが、現在では、国公立大学や難関私立大学の進学者が増加している。
東海3県（愛知県・岐阜県・三重県）における私立女子校の中で椙山女学園・金城学院と並び、「女子校御三家」（SSK：淑徳・椙山女学園・金城学院の頭文字から）と称される事がある。

## 教育方針
10年、20年先に役立つ人材の育成。

## 校訓
- 剛健質実
- 献譲優雅
- 明朗快活

## 沿革
- 1905年（明治38年） - 愛知県名古屋市中区西新町に、愛知淑徳女学校が設立[5]。
- 1906年（明治39年） - 愛知淑徳高等女学校として認可。愛知県の私学で最初の高等女学校となる[5]。
- 1920年（大正9年） - 愛知県内の高等女学校で初の洋服の制服を採用[5]。
- 1928年（昭和3年） - 千種区池下に移転（現在のグランドメゾン池下ザ・タワー一帯）。
- 1947年（昭和22年） - 学制改革により、新制の愛知淑徳中学校を設置[6]。
- 1948年（昭和23年） - 新制の愛知淑徳高等学校を置く[6]。
- 1949年（昭和24年） - 東邦ガスから愛知郡猪高村の現校地を購入。
- 1959年（昭和34年） - 池下校地を名古屋市交通局に譲渡し現校地に移転。
- 2006年（平成18年） - 完全中高一貫化を開始。
- 2007年（平成19年） - 星が丘キャンパス再開発工事完了。
- 2009年（平成21年） - 完全中高一貫化により、高校からの生徒募集が停止される[7]。

## 部活動
ソフトテニス部が5度の全日本選手権優勝をはたしており、大正14年に『全国女学校庭球最優秀校』に選ばれた。水泳部がインターハイで3度の総合優勝を達成している。

## 著名な出身者

### 政治家
- 石川智子 - 知立市長、元知立市議会議員

### 実業家
- 安慶陽 - パワープラント代表取締役
- 白木夏子 - HASUNA代表取締役社長
- 村田マリ - 元DeNA執行役員（中退）

### 芸能・文化人
- どろだんご先生 ‐ 吉本興業所属 砂場研究家/タレント
- 橘もも - 小説家
- 藤原ゆか - 漫画家
- 三岸節子 - 画家
- 水野しず - イラストレーター、漫画家、アイドル
- 佐藤あいり - プロ雀士（日本プロ麻雀連盟）
- 五十嵐めぐみ - 女優
- 伊藤美紀 - 女優、歌手
- 蔦絵梨奈 - タレント
- 大矢敦子 - モデル、タレント
- 白妙なつ - 宝塚歌劇団星組娘役
- 宮本信子 - 女優
- 松本美奈子 - 女優（日出女子学園高校に転籍）
- 八神純子 - シンガーソングライター
- 加藤心 -  ME:I、元Cherry Bullet（中退）
- 高木麻早 - シンガーソングライター

### アナウンサー
- 佐井祐里奈 - キャスター
- 柳沢彩美 - CBCテレビアナウンサー
- 恒川英里 - 東海テレビアナウンサー
- 林美沙希 - テレビ朝日アナウンサー
- 柴田紗帆 - 元とちぎテレビアナウンサー
- 角野友紀 - フリーアナウンサー
- 桐生順子 - フリーアナウンサー

### スポーツ選手
- 神野眸 - 水泳選手
- 渡辺伴子 - ソフトボール選手（アトランタ五輪代表）
- 伊藤幸子 - ソフトボール選手（北京五輪金メダリスト）
- 猪子真実 - 女子競輪選手
- 服部道子 - プロゴルファー
- 廣紀江 - バレーボール選手
- 湯田友美 - 陸上長距離選手
- 中森智佳子 - 水泳選手

## アクセス
- 名古屋市営地下鉄東山線 星ヶ丘駅下車、徒歩約5分。